# Hundvåkøy kapell
Hundvåkøy kapell är en kyrkobyggnad byggd 1990 på ön Hundvåko i Austevolls kommun i Vestland fylke i västra Norge. Kyrkan byggdes på samma plats som den tidigare kyrkan som revs 1891 stod på. Kapellet har en kyrkklocka som är från år 1700 och är gjord i Amsterdam. Materialet i byggnaden är betong och trä. 